# Pseudolebinthus
Pseudolebinthus är ett släkte av insekter. Pseudolebinthus ingår i familjen syrsor.
Kladogram enligt Catalogue of Life:
| Pseudolebinthus | \| \| Pseudolebinthus africanus \| \| \| \| \| \| Pseudolebinthus whellani \| \| \| \| |
|                 | \| \| Pseudolebinthus africanus \| \| \| \| \| \| Pseudolebinthus whellani \| \| \| \| |
|                 | Pseudolebinthus africanus                                                              |
|                 |                                                                                        |
|                 | Pseudolebinthus whellani                                                               |
|                 |                                                                                        |